# Unenlagia
 Unenlagia  ist eine Gattung theropoder Dinosaurier aus der Gruppe der Dromaeosauridae. Funde dieses Tieres stammen aus der Oberkreide (Turonium bis Coniacium) der argentinischen Provinz Neuquén. 
Bisher sind zwei Arten dieser Gattung beschrieben worden: Die Typusart Unenlagia comahuensis wurde 1997 wissenschaftlich beschrieben und basiert auf einem fragmentarischen Skelett ohne Schädel. Einige wenige Knochen wurden 2004 als zweite Art, Unenlagia paynemili, beschrieben. 
Als wahrscheinlich gefiederter Dinosaurier zeigt Unenlagia viele Gemeinsamkeiten mit den Vögeln, weswegen er ursprünglich als mögliches Schwestertaxon dieser Gruppe vorgeschlagen wurde. Norell und Makovicky (1999) zeigten jedoch viele Gemeinsamkeiten dieser Gattung mit Dromaeosauriden auf. Heute wird Unenlagia meistens innerhalb einer ursprünglichen, auf die Südkontinente beschränkten Dromaeosauriden-Gruppe eingeordnet, die Unenlagiine. 
Makovicky und Kollegen (2005) vermuten, dass die Gattung Neuquenraptor mit Unenlagia identisch war – diese Vermutung wird von einigen anderen Autoren unterstützt.

## Merkmale

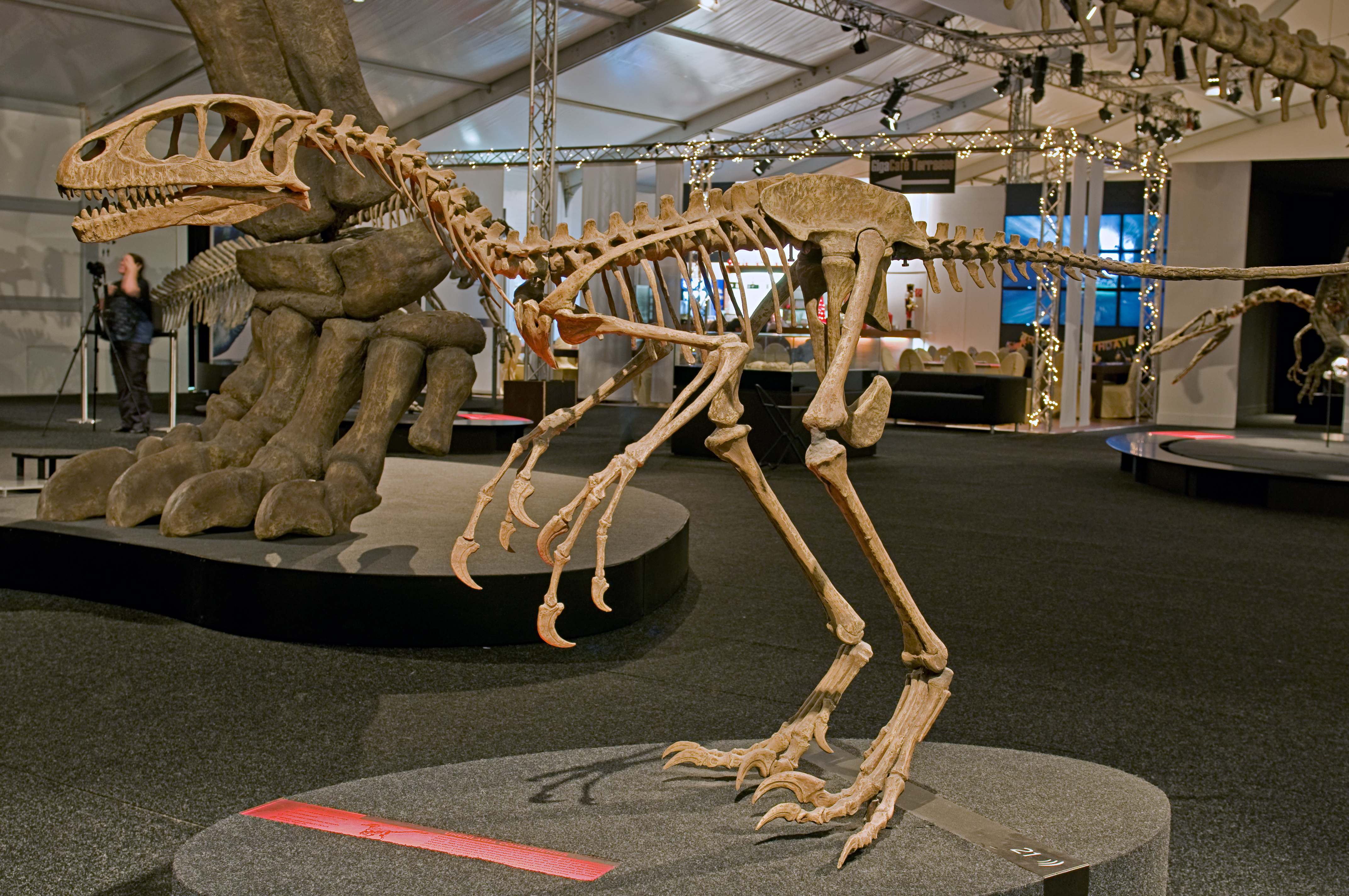
Skelettabguß von Unenlagia comahuensis

Unenlagia war ein mittelgroßer Dromaeosauride – das Holotyp-Exemplar wird auf eine Länge von ca. 2 Metern geschätzt, das Gewicht kalkuliert eine Studie auf 105,7 kg. Die Länge des Femurs (Oberschenkelknochen) des Holotyp-Exemplars, eine für Längenvergleiche wichtige Größe, betrug etwa 38 cm.
Unenlagia ähnelt in der Form des Schulterblatts, des Beckens und der Hinterbeine dem Urvogel Archaeopteryx. Wie bei Vögeln zeigen die Armknochen die nötigen Modifikationen für ein Falten der Flügel sowie für einen kräftigen Flügelschlag, obwohl Unenlagia wahrscheinlich zu groß zum Fliegen war. Im Unterschied zu Vögeln standen jedoch verschiedene primitive Merkmale des Schambeins (Pubis) und des Sitzbeins (Ischium) sowie die Proportionen der Hinterbein-Knochen.
Mit Unenlagia paynemili beschrieben Jorge Calvo und Kollegen (2004) eine zweite Art, die mit der Typusart Unenlagia comahuensis als gemeinsames Merkmal (Synapomorphie) das nach hinten orientierte untere Ende des Schambeins teilt. Als weitere mögliche Synapomorphie wird der gebogene dorsale Rand des postacetabularen Darmbeins (Ilium) angegeben. Im Unterschied zu Unenlagia comahuensis besaß Unenlagia paynemili jedoch grazilere Knochen, einen kleineren Winkel zwischen dem Unterrand des Deltopectoralkamms und dem Humerusschaft am Oberarmknochen (Humerus), einen kleinen Prozess an der vorderen Seite des unteren Ende des Schambeins sowie ein breiteres und gerundeteres distales Ende des postacetabularen Darmbeins.

## Fund und Namensgebung

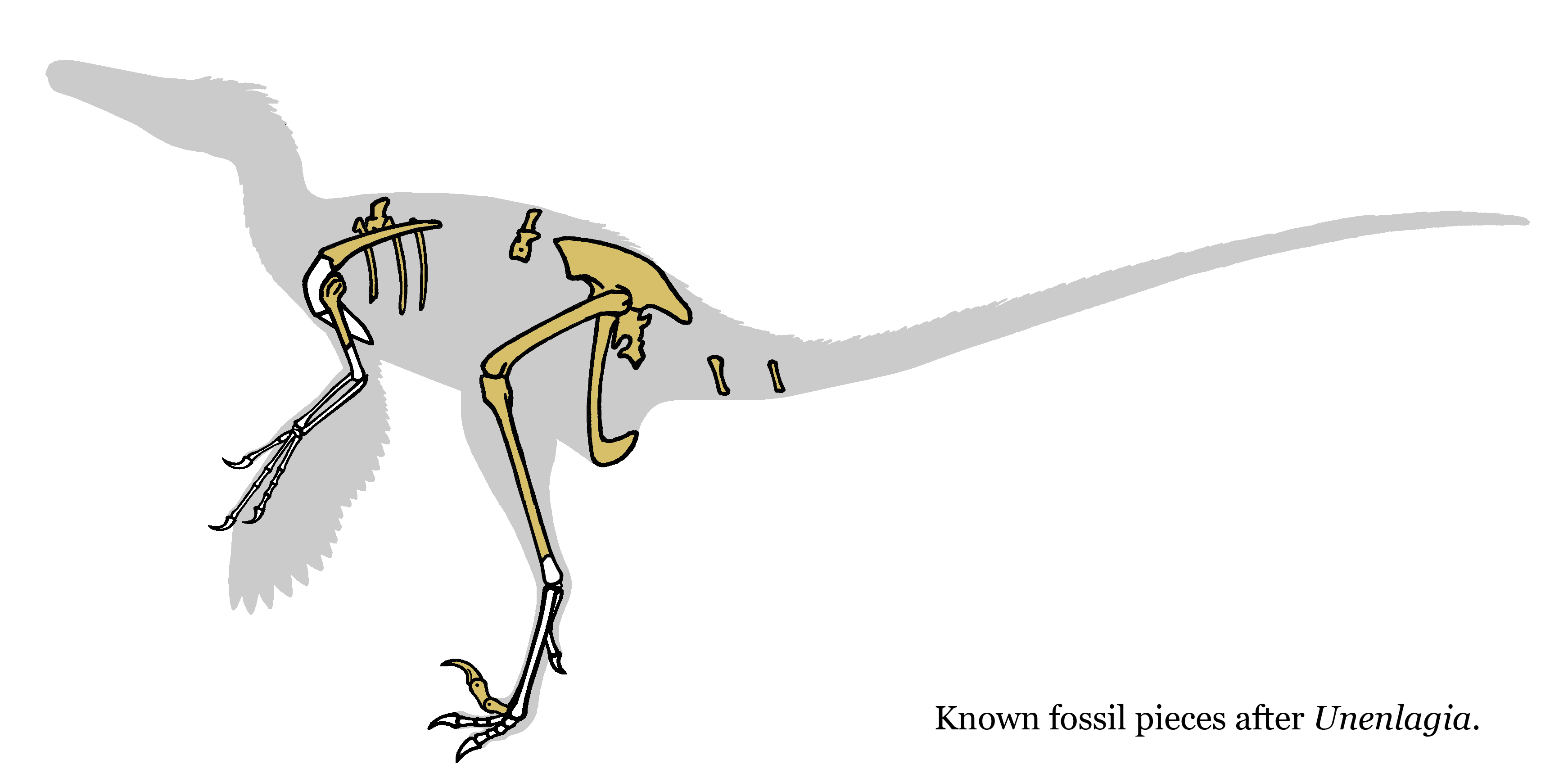
Fundmaterial von Unenlagia

Der erste Fund, das Holotyp-Exemplar von Unenlagia comahuensis (Exemplarnummer MCF PVPH 78), stammt aus der Portezuelo-Formation (spätes Turonium bis frühes Coniacium), einem Schichtglied der Río-Neuquen-Untergruppe. Er besteht aus dem achten, zehnten und dreizehnten Rückenwirbel, drei dorsalen Rippen, dem Kreuzbein (Sacrum), zwei Chevron-Knochen, Schulterblatt (Scapula), Oberarmknochen (27 cm), Darmbein, Schambein, Sitzbein, Oberschenkelknochen sowie Schienbein (43,1 cm).
Weiteres Material wurde 2002 von einem Forscherteam in Futalognko entdeckt, einer bedeutenden Fundstelle für Wirbeltierfossilien 90 km nordwestlich der Stadt Neuquén. Die entdeckten isolierten Überreste schließen den linken Oberarmknochen und das linke Schambein mit ein, beide Knochen gehörten wahrscheinlich zum selben Individuum. Diese Knochen bilden den Holotyp von Unenlagia paynemili und werden unter der Exemplarnummer MUCPv-349 geführt. Weiteres dieser Art zugeschriebenes Material vom gleichen Fundort ist ein 2003 entdeckter Rückenwirbel (MUCPv-416) und das hintere Ende des rechten Darmbeins (MUCPv-409). Vorläufig wird auch ein isoliertes Zehenglied (Phalange, MUCPv-415) und eine Kralle (Ungual, MUCPv-343) aus Futalognko Unenlagia paynemili zugeschrieben.
Unenlagia comahuensis wurde 1997 von Novas und Puerta beschrieben. Der Name Unenlagia stammt aus der Sprache der Mapuche und bedeutet „Halbvogel“ (uñen – „halb“ und lag – „Vogel“). Das Artepitheth der 2004 beschriebenen zweiten Art paynemili ehrt Maximino Paynemil, dem Chef einer Indianergemeinschaft, die in der Region des Futalognko-Fundorts lebt.